# 战略武器限制谈判
戰略武器限制談判（縮寫：SALT）首度舉行於1963年，談判雙方的美蘇兩個超級大國，目的在於減少雙方毀滅性核子武器。迄今近50年以來，進行的相關協議有八種以上。除此條約，1980年代之前因大規模殺傷性武器多集中於美蘇之核武存量，因此此類限武談判都集中於美、蘇兩國，如何避免核災難成了美蘇兩國的共識，也成為雙方談判的主要動因，而此談判即使於蘇聯解體及冷戰結束後，迄今仍然持續。

## SALT 系列

### SALT I
第一輪的戰略武器限制談判（SALT I），始於1969年11月17日迄1972年5月，歷經2年半谈判，在1972年5月26日的莫斯科，美國總統尼克森與蘇聯共產黨中央委員會總書記布里茲涅夫共同簽訂《反彈道飛彈條約》。SALT I 增進美蘇友善互信，對世界深具正面影響。同时签订为期5年的《美苏关于限制进攻性战略武器的某些措施的临时协定》。

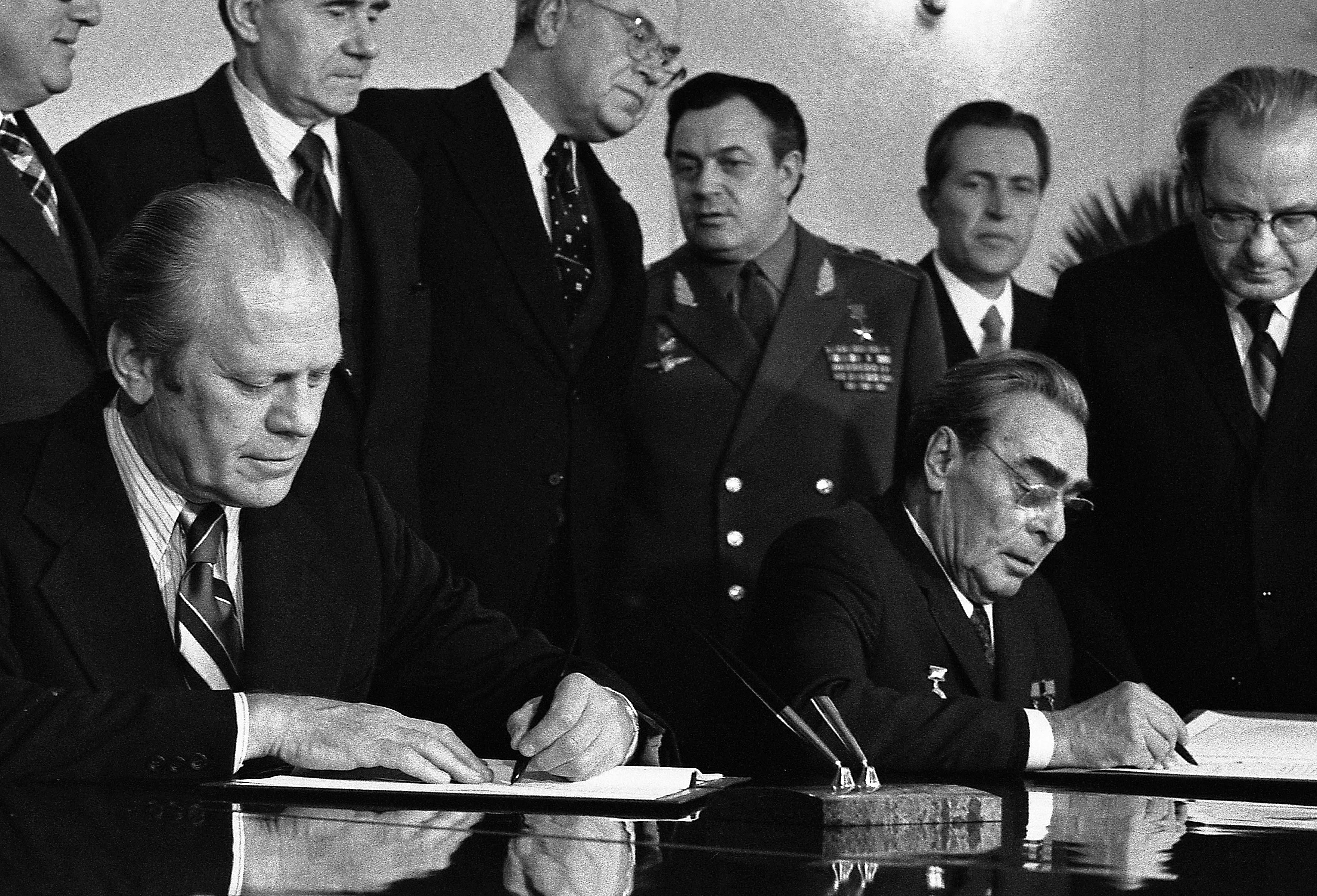
1974年美國總統福特與蘇聯共產黨總書記勃列日涅夫簽訂SALT I條約

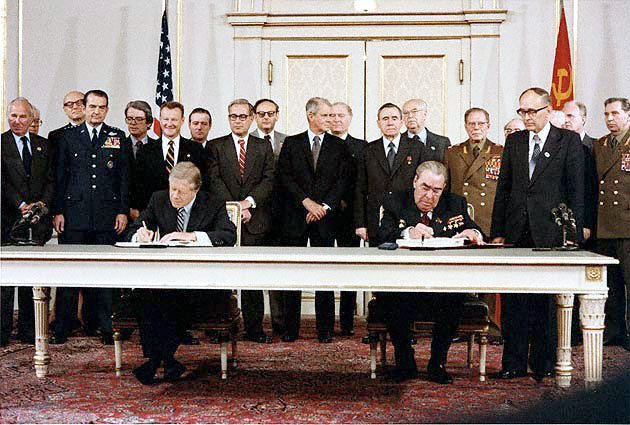
1979年美國總統卡特與蘇聯共產黨總書記勃列日涅夫簽訂SALT II條約

### SALT II
第二輪的戰略武器限制談判（SALT II），始於1977年迄1979年5月，也歷經2年左右谈判协商，1979年6月18日在維也納，美國總統卡特與蘇聯共產黨總書記布里茲涅夫簽訂《美苏限制进攻性战略武器条约》，亦称《第二阶段限制战略武器条约》。作为条约的补充文件，双方还签署了《美苏限制进攻性战略武器条约议定书》、《关于今后限制战略武器谈判的原则和基本指导方针的联合声明》、《关于美苏限制进攻性战略武器条约的商定的声明和共同谅解》，以及苏方提出的《苏联关于‘逆火’式轰炸机的声明》。条约由序言和19条正文组成。
SALT II 是第一個真正規定裁減美蘇雙方核武的條約，可惜因為美蘇雙方國內反對輿論甚大，美國國會遲於批准。但美苏两国政府都表示将遵从这一条约。SALT II簽訂後6個月，蘇聯入侵阿富汗，蘇聯駐軍古巴也曝了光，更延宕SALT II的批准生效。1986年，美國雷根政府指控蘇聯違約，退出合約。

## START 系列

### START I
上述條約以及後續談判窒礙難行時，1982年美國總統雷根提出分步走的策略，1980年代末迄1990年代初，蘇聯等共產政權解體前後，為避免世界局勢動盪觸發核戰，美蘇重新思考友善合作的可能性，這就是一系列START條約的起源，1991年7月31日，美國總統老布希和蘇聯總統戈巴契夫終於簽訂「第一階段削減戰略武器條約」（START Ⅰ）。五個月後蘇聯解體，前蘇聯國家俄羅斯、白俄羅斯、哈薩克、烏克蘭和美國依然信守 START Ⅰ。該條約成功削減了冷戰時代的多數核武，於2009年12月5日完成階段任務，到期失效。

### START II
1993年1月3日，美國總統老布希和俄羅斯總統葉爾欽簽訂「第二階段削減戰略武器條約」（START II），可惜雙方國會依然遲於批准。基於多種原因，2002年6月14日，美國退出反彈道飛彈條約，翌日俄方也揚棄START II。該條約功敗垂成，所以START II之外，美俄也持續嘗試建立其他裁軍協議，如下。

### START III
1997年繼續展開談判「第三階段削減戰略武器條約」（START Ⅲ），預定將兩國擁有的核子彈頭進一步削減到2000至2500枚之間，不過談判夜長夢多。

### SORT I
2002年5月24日在莫斯科，美國總統小布希和俄羅斯總統普丁簽訂戰略攻擊武器裁減條約（Strategic Offensive Reductions, SORT），並過得雙方國會批准生效。該條約有效期限至2012年12月31日。

### New START
2010年4月8日，美俄成功改簽「新削減戰略武器條約」（New START）。該條約規定，美俄需將核子彈頭數量各限制在1,550枚以下，比2002年舊約的上限減少約30%；並將飛彈發射架和轟炸機數量減少到800架，將飛彈發射器裁減一半，並建立新的裁武監督機構。

## 主要限武談判歷程
- 1963年8月5日，談判主要目的：禁止空中、外太空、水下核子試爆。
- 1968年7月1日，主要目的「禁止核子武器擴散」。
- 1972年，美國總統尼克森訪問莫斯科，簽訂「第一階段限武條約」（Strategic Arms Limitation Talks，簡稱SALT Ⅰ）。
- 1974年，美國福特總統與蘇聯共產黨總書記布里茲涅夫達成第二階段限武談判並於維也納簽署「第二階段限武條約」（SALT Ⅱ），但這個條約始終未於冷戰結束前取得美國國會及蘇俄黨中央批准生效。
- 1985年，美國總統雷根與蘇俄領導人戈巴契夫召開「美蘇核子與太空武器問題談判」並於1987年12月簽訂《蘇聯與美國關於銷毀中程與較近程飛彈條約》（Intermediate Range Nuclear Forces Treaty，INFT）。該條約正式宣告兩方銷毀雙方現有核武的百分之五，該談判促成美蘇軍備競賽速度減緩。
- 1991年，布希與戈巴契夫於莫斯科高峰會議中正式簽准「第一階段削減戰略武器條約」（START Ⅰ）。
- 1995年，美俄相繼通過（START Ⅰ）及（START START II）條約，正式承認限武談判成果，兩國將在2007年以前將兩國的核子彈頭裁減到3000至3500枚之間。1997年繼續展開談判「第三階段削減戰略武器條約」（START Ⅲ），預定將兩國擁有的核子彈頭進一步削減到2000至2500枚之間，不過功敗垂成。2010年4月8日，美俄成功改簽「新削減戰略武器條約」（New START）；該條約規定，美俄需將核子彈頭數量各限制在1,550枚以下，比2002年舊約的上限減少約30%；並將飛彈發射架和轟炸機數量減少到800架，將飛彈發射器裁減一半，並建立新的裁武監督機構。